# Station Maidstone West
Maidstone West is een spoorwegstation van National Rail in Maidstone in Engeland. Het station is eigendom van Network Rail en wordt beheerd door Southeastern. 

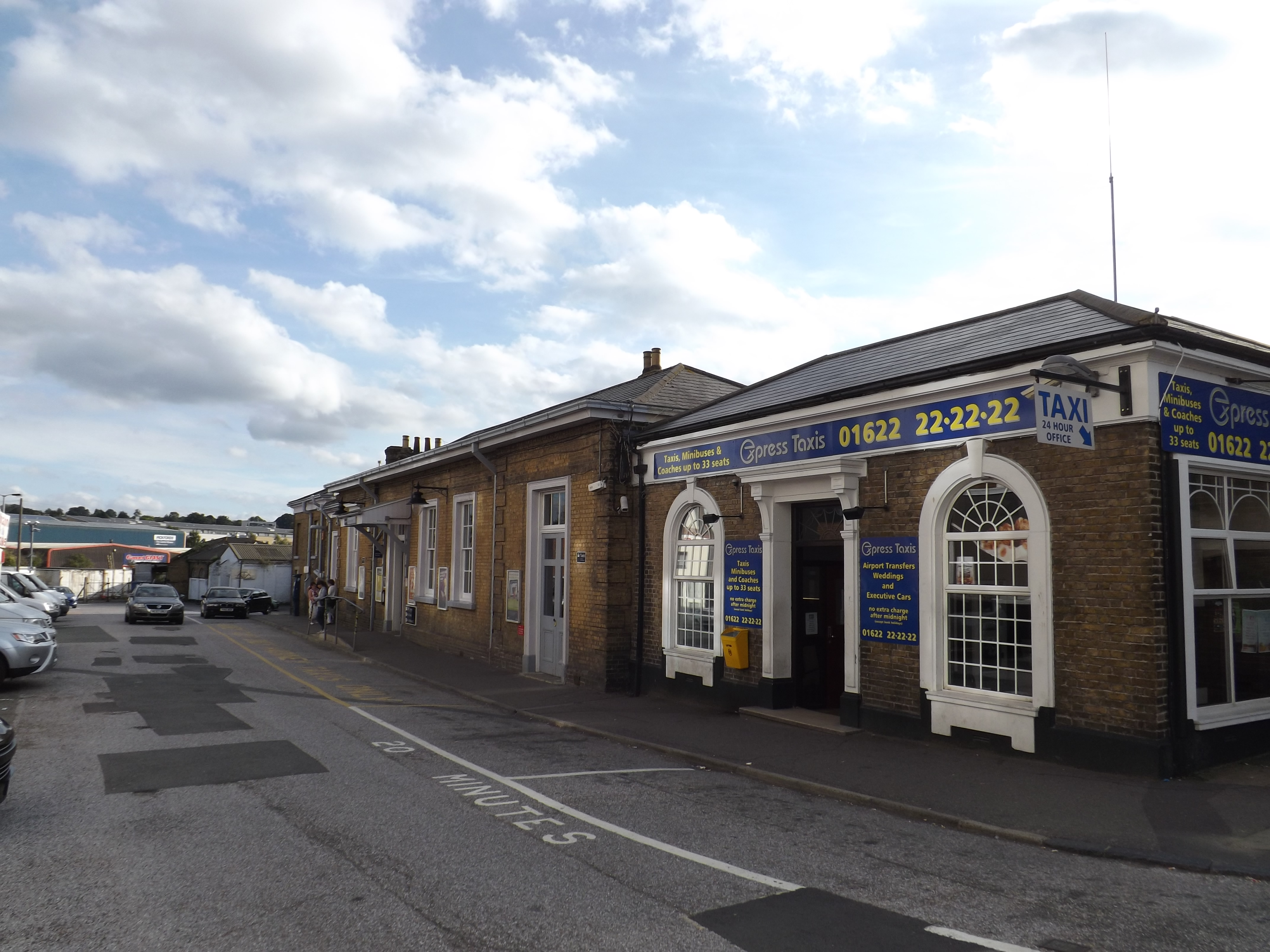
Stationsgebouw, 2013
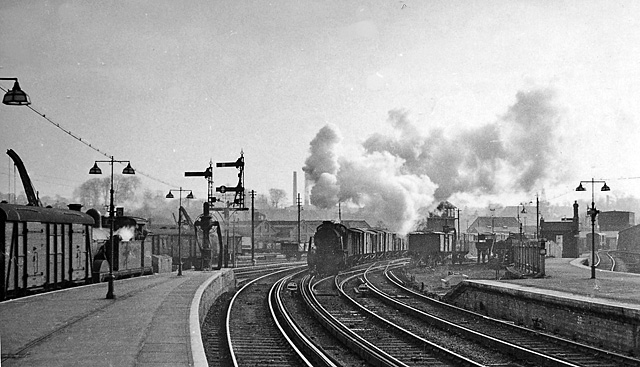
Overzicht, 1958